# Свами Сатянанда
Свами Сатянанда Сарасвати (25 юли 1923 – 5 декември 2009) е индийски гуру, ученик на Свами Шивананда и основател на Бихарската школа по йога.
През 1943 г. Свами Сатянанда отива в Ришикеш, Утаракханд, където е посветен от Свами Шивананда в монашеския орден основан от Шанкара дасанами сампрадая. Той служи в различни отдели на Обществото за божествен живот в продължение на 12 години. Редактира списанието на хинди, пише статии и стихотворения. Допринася много за излизането на превода и коментара на Свами Шивананда върху Брихадараняка упанишад. След напускането си на ашрама странства като паривраджака санясин (странстващ монах) из Индия, Афганистан, Непал, Бирма и Цейлон, увеличавайки познанията си за духовните практики. През 1956 г. основава Международното йога движение в Мунгир, Бихар, а през 1963 г. Бихарската школа по йога. През 1969 г. излиза книгата му Асана Пранаяма Мудра Бандха, а през 1971 г. започва тригодишен курс за санясини (монаси) със 108 участници.
През 1984 г. основава Шивананда матх, благотворително организация и Фондацията за изследвания върху йога. Свами Сатянанда е основател на стила Сатянанда йога или Бихар йога. Сред приносите на Сатянанда към йога са практиките йога нидра („йогийски сън“), серията от упражнения паванмуктасана и популяризирането на йогическите очистителни техники (шаткарма). Пише около 80 книги за йога и тантра. През 1983 г. прехвърля отговорността за управлението на Бихарската школа по йога, основани от него върху Свами Ниранджанананда, а през 1988 г. напълно се оттегля от активен живот. В уединение той изпълнява висши духовни практики, като панчагни садхана, при която се излага на лятното слънце и на четири огъня, горящи, около него. След края на садханата, той организира веднъж годишно церемониите Сита калянам и Сат Чанди яджна в Рикхия, щат Джаркханд, на които преподава Бхакти йога (йога на преданост и любов към Бога) на последователите си. Също така изпълнява церемонията раджасуя яджна, изпълнена някога от цар Юдхищира от Махабхарата.
Парамахамса Сатянанда постига махасамадхи на 5 декември 2009 г. в Рикхия.